# Omar Quintero
Omar Quintero Pereda (26 de septiembre de 1981 en Nogales, Sonora, México) es un exjugador mexicano de baloncesto profesional que  jugó en la posición de base, fue seleccionado nacional. Actualmente se encuentra retirado, es el entrenador de la selección de baloncesto de México.

## Carrera Colegial
Quintero estuvo un año estudiando (2002-03) en los Estados Unidos en la Southern Nazarene University, en donde promedió  24.1 puntos por juego. Después de esto regresó a México para convertirse en profesional jugando para la Fuerza Guinda de Nogales en el Circuito de Baloncesto de la Costa del Pacífico.

## Carrera profesional
Además de jugar para los equipos locales en México, Quintero ha tenido una favorable carrera que lo ha llevado a la liga española y a la liga venezolana. En 2004-05 jugó en la Euroleague con el TAU Cerámica español, anotando nueve puntos en dos juegos desde la banca para el equipo. En 2008  jugó en el Baloncesto Superior Nacional de Puerto Rico con los Cariduros de Fajardo, y en 2009 jugó con los Gigantes de Guayana de la Liga Profesional de Baloncesto de Venezuela. En 2021 fue nombrado director de selecciones nacionales.

## Carrera internacional
Ha sido miembro del equipo de baloncesto nacional de México desde 2003. Fue el líder anotador en el Campeonato FIBA Américas 2003 haciendo un promedio de 21.1 puntos por juego, y el sexto mejor anotador con 18.5 puntos por juego en el Campeonato FIBA Américas 2005.

## Entrenador

### 2017-2020
Empezaría su carrera en el segundo semestre del año 2017 como entrenador asistente del equipo de Aguacateros de Michoacán de la Liga Nacional de Baloncesto Profesional
Para la temporada 2018-2019 de la LNBP repetiría el puesto de entrador asistente de los aguacateros de Michoacán pero tras la destitución del entrenador en jefe Gustavo "el chino" Pacheco, Quintero sería designado nuevo entrenador en jefe y llevaría al equipo hasta los playoffs dónde serían eliminados en la primera ronda por Soles de Mexicali
En la temporada 2019-2020 sería designado cómo entrenador en jefe de los Huracanes de Tampico  de la Liga Nacional de Baloncesto Profesional tuvo un balance positivo ganando 20 partidos de 36, obtuvo el mismo récord que los Leñadores de Durango, los Huracanes de Tampico  tendrían un balance negativo en canastas lo que significó terminar en quinto en la zona este y así quedarse sin playoffs.
En la temporada 2020 de Liga Nacional de Baloncesto Profesional por laPandemia de enfermedad por coronavirus de 2020 en México varios equipos no participaron reduciendo el calendario de la liga. Los Huracanes de Tampico  sería uno de los equipos desaparecidos por lo cual Omar Quintero se movió a los libertadores de Querétaro. Obtuvo un récord de 10 partidos ganados contra 8 perdidos llegando así al tercer lugar de la clasificación de la zona oeste. En la primera ronda de playoffs se enfrentaría a los Aguacateros de Michoacán, los de Querétaro terminarían perdiendo la serie 2-1 quedando así eliminados.

### 2021
El año 2021 significó un gran cambio positivo a la carrera de Omar Quintero ya que para el mes de febrero fue nombrado entrenador en jefe de la Selección de baloncesto de México. Dirigiría a la selección los dos últimos partidos para la clasificación a la FIBA AmeriCup de 2022.
El 19 de Febrero en el Coliseo Roberto Clemente dirigiría su primer partido contra la Selección de Puerto Rico. Terminaría el partido 80-70 a favor de Puerto Rico, al día siguiente dirigiría su segundo partido contra Estados Unidos perdiendo nuevamente con un marcador de 95-76. A pesar de los resultados negativos la Selección de baloncesto de México ganaría su pase a la FIBA AmeriCup de 2022 por resultados positivos anteriores.
En mayo sería rectificado cómo entrenador en jefe de la selección encargándose así de la preparación para el Torneo Preolímpico FIBA 2020 y buscar el pase a los Juegos Olímpicos de Tokio 2020. El 29 de Junio en Split (Croacia) la selección jugaría su primer partido contra Alemania, perdiendo con un marcador de 82-76 al día siguiente México enfrentaría a Rusia donde el partido lo ganaría los dirigidos por Quintero con un Marcador de 72-64, logrando así la clasificación a semifinales contra Brasil el 3 de Julio, partido que México perdería con un marcador de 102-74.
Si bien México no logró clasificar a los juegos Olímpicos se logró una preparación adecuada algo que no se había visto hace tiempo,  Omar Quintero fue  fundamental para que se logrará está planeación por lo cual fue designado cómo director de  Selecciones nacionales siendo así el coordinador del nuevo proyecto “Modelo Básquetbol México” para organizar a todas las selecciones nacionales con el objetivo de que todos los representativos nacionales, varoniles y femeniles, tengan las mismas opciones y oportunidades. Además fue ratificado como entrenador en jefe del equipo mayor durante el ciclo olímpico para los  Juegos Olímpicos de París 2024 y la Copa Mundial de Baloncesto de 2023 .
Para la temporada 2021 de la LNBP Quintero repetiría su puesto de entrenador en jefe de los libertadores de Querétaro. Terminaría la temporada regular con 13 partidos ganados contra 7 perdidos, la posición del equipo en la zona Oeste sería de tercero, clasificando a playoffs contra los Soles de Mexicali, la serie la ganarían los de Mexicali 3-1 lo que significó la eliminación en primera ronda para los de Querétaro.
Omar Quintero dirigió a Selección de baloncesto de México mientras estaba cargo de los libertadores de Querétaro, el 28 de noviembre sería el primer partido del clasificatorio para Copa Mundial de Baloncesto de 2023  el rival sería Puerto Rico donde México lograría la victoria con un marcador de 90-86, al día siguiente México lograría la hazaña de vencer a Estados Unidos con un resultado de 97-88, la sede para ambos partidos fue en el  Gimnasio Manuel Bernardo Aguirre.